# Nowa Obodiwka
Nowa Obodiwka (ukrainisch Нова Ободівка; russisch Новая Ободовка Nowaja Obodowka) ist ein Dorf in der ukrainischen Oblast Winnyzja mit 2600 Einwohnern (2001).

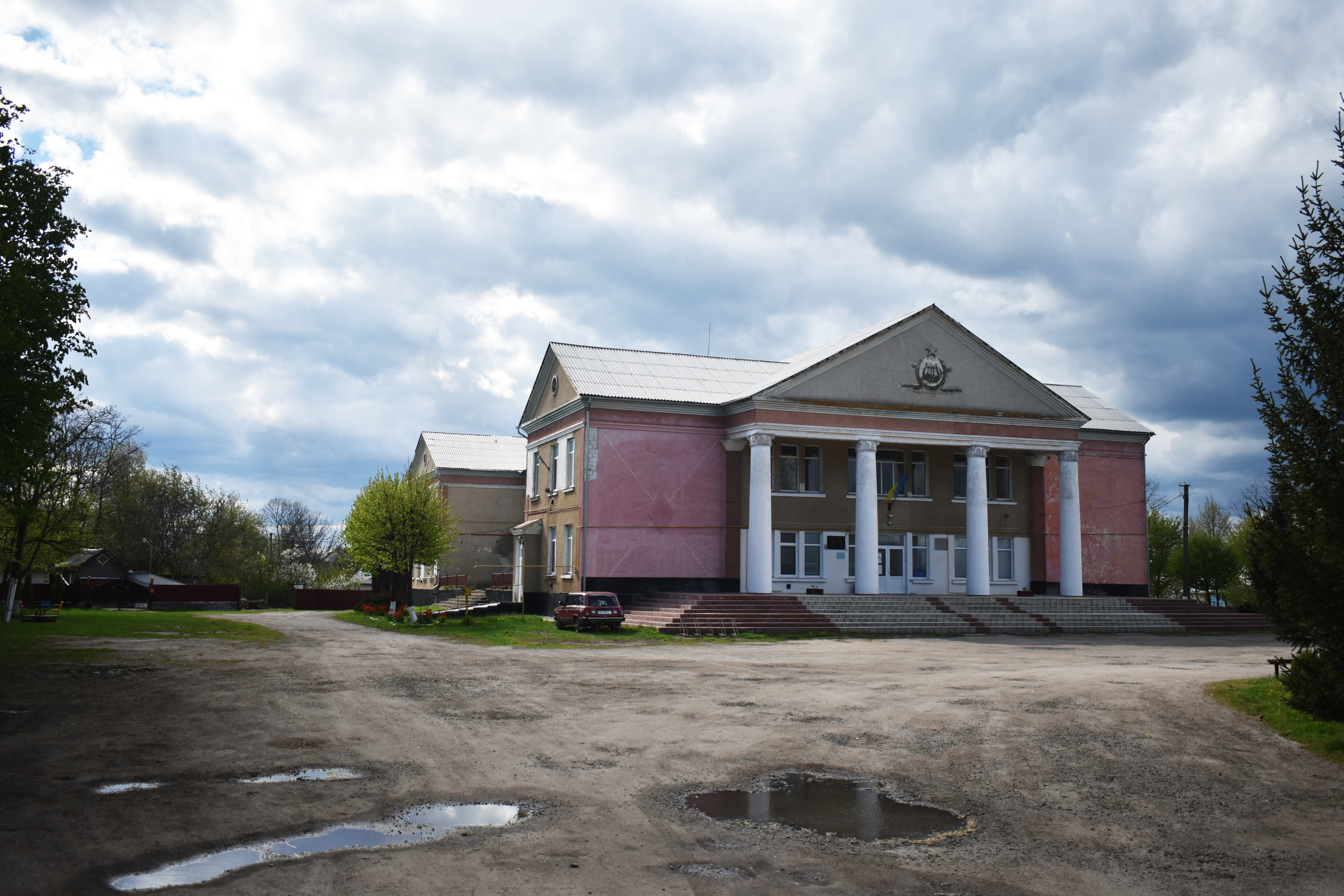
Gebäude im Ort

Das 1798 gegründete Dorf liegt am linken Ufer der Berladynka (Берладинка), einem 55 km langen, linken Nebenfluss der Dochna (Дохна), die wiederum ein 74 km langen, rechter Nebenfluss des Südlichen Bugs ist. Auf dem gegenüberliegenden Flussufer liegt sich das Dorf Obodiwka mit etwa 3500 Einwohnern.
Etwa 13 km nördlich vom Dorf befindet sich das ehemalige Rajonzentrum Trostjanez und etwa 130 km nordwestlich der Ortschaft liegt das Oblastzentrum Winnyzja.
Nowa Obodiwka ist über die Regionalstraße P–33 an das ukrainische Straßennetz angeschlossen.
Am 12. Juni 2020 wurde das Dorf ein Teil der neugegründeten Landgemeinde Obodiwka, bis dahin bildete es zusammen mit dem Dorf Mala Stratijiwka (Мала Стратіївка) die gleichnamige Landratsgemeinde Nowa Obodiwka (Новоободівська сільська рада/Nowoobodiwska silska rada) im Süden des Rajons Trostjanez.
Am 17. Juli 2020 kam es im Zuge einer großen Rajonsreform zum Anschluss des Rajonsgebietes an den Rajon Hajssyn.